# Dead Uncles and Vegetables
Dead uncles and vegetables es el 38.º episodio de la serie de televisión norteamericana Gilmore Girls.

## Resumen del episodio
Un tío de Luke, llamado Loui, fallece y él debe hacerse cargo de su funeral y de traerlo a Stars Hollow. Lorelai y Rory se ofrecen entonces para atender en la cafetería de Luke mientras él se encuentra fuera; Emily le da ciertas ideas a Sookie para su boda, pero cuando Jackson ve que su comprometida está más preocupada en realizar una boda lujosa y no modesta como lo habían planeado, le pide a Lorelai para que hable con Sookie. Cuando ella le dice a Emily que le agradece sus ideas, pero que solo quiere una celebración sencilla, Emily ahora se enoja con Lorelai, pues esta le dice que planeaba la boda de su hija y no de Sookie; Taylor se irrita cuando el segundo trovador coloca un puesto temporal de vegetales, pero de mejor calidad y a menor precio que los suyos. Taylor lleva su caso para discutirlo en la reunión del pueblo, pero a todos les gustan los productos que el trovador trae. Finalmente, Luke se molesta cuando nadie va al funeral de su tío (excepto Lorelai) y lo comparan con él, aunque cuando regresa a su restaurante, grande es su sorpresa al encontrar a sus amigos reunidos por su tío, y Rory descubre que Jess fue quien llamó a todos para que vayan.
- Datos: Q11681024